# Первухін Михайло Георгійович
Михайло Георгійович Первухін (14 жовтня 1904, селище Юрюзанський Завод Златоустівського повіту Уфимської губернії — 22 липня 1978, місто Москва) — радянський державний, політичний і військовий діяч. Перший заступник Голови Ради Міністрів СРСР (1955—1957). Член ЦК КПРС у 1939—1961 роках, член Президії ЦК КПРС (з 1952 по 1957 рік), Генерал-лейтенант інженерно-технічної служби, Герой Соціалістичної Праці (29.10.1949). Депутат Верховної Ради УРСР 4-го скликання. Депутат Верховної Ради СРСР 2—4-го скликань.

## Початкова біографія
Народився в заводському селищі Юрюзанський Завод Златоустівського повіту Уфимської губернії (нині місто Юрюзань, Челябінська область) у родині коваля. У червні 1919 року вступив до комсомолу, був одним з перших комсомольців міста Златоуст, обирався делегатом губернської комсомольській конференції. Навчався в Златоустівській школі другого ступеня, де очолював комсомольську організацію. З серпня по жовтень 1919 року входив у Комісію з націоналізації майна буржуазії в місті Златоуст.
Член РКП(б) з вересня 1919 року.
З жовтня 1919 року по лютий 1920 року працював експедитором газети «Борьба», яка видавалася в Златоусті.
Закінчивши курси позашкільних інструкторів в Златоусті в травні 1920 року, до жовтня 1920 року працював позашкільним інструктором Юрюзанского районного відділу народної освіти. Брав участь у боях під час придушення антибільшовицького повстання в районі міста Златоуст під час Громадянської війни на Південному Уралі з жовтня по листопад 1920 року.
З січня 1921 року по середину осені 1921 року, працюючи відповідальним секретарем редакції газети «Пролетарская мысль», входив до складу бюро Златоустівського повітового комітету комсомолу, а до квітня 1922 року працював завідувачем відділу політичної просвіти і заступником секретаря Златоустівського повітового комітету РКП(б) і з квітня по серпень 1922 року — технічним секретарем Златоустівського повітового комітету РКП(б). У 1922 році закінчив вечірню середню школу.

## Управлінська діяльність
За путівкою Златоустівського районного комітету Союзу металістів в кінці літа 1922 року був направлений на навчання в Москву, де в жовтні 1929 року закінчив електропромисловий факультет та здобув спеціальність «інженер-електрик» в Московському інституті народного господарства імені Плеханова.
Закінчивши Московський інститут імені Плеханова, Первухін почав працювати інженером у «Мосенерго». З травня 1930 року по лютий 1933 року — завідувач енергоцеху, головний механік заводу, заступник головного інженера Управління капітального будівництва машинобудівного заводу «Барикади» (місто Москва). З лютого 1933 року — на Каширській державній районній електростанції Московської області: старший інженер котельного цеху, начальник котельного цеху і з травня 1936 року — директор електростанції.
З червня по вересень 1937 року — головний інженер і заступник керуючого (в.о. керуючого) «Мосенерго», а з вересня 1937 року — начальник «Головенерго» Народного Комісаріату важкої промисловості СРСР.
На початку 1938 року був висунутий на посаду заступника народного комісара важкої промисловості (посаду наркома в той час займав Лазар Каганович), а в червні 1938 року був призначений 1-м заступником Народного комісара важкої промисловості СРСР.
З січня 1939 року — народний комісар електростанцій і електропромисловості СРСР. На XVIII з'їзді ВКП(б) у березні 1939 року був обраний членом ЦК ВКП(б).
У травні 1940 року призначений заступником голови Ради Народних Комісарів СРСР і головою Ради із палива і електрогосподарства при Раді Народних Комісарів СРСР, на цих посадах працював до травня 1944 року, з 24 червня 1941 року — заступник Голови Ради з евакуації при Раднаркомі СРСР, а з 2 серпня того ж року — уповноважений Державного Комітету Оборони СРСР з Управління військово-хімічного захисту РСЧА, одночасно займався оснащенням РСЧА засобами хімічного захисту. Як заступник голови Ради з евакуації керував евакуацією і розміщенням бази військової промисловості на сході СРСР. 26 лютого 1942 року призначений Народним комісаром хімічної промисловості СРСР. З 1942 року займався створенням радянської атомної бомби.
Постановою Ради Народних Комісарів СРСР у 1944 році йому було присвоєно звання «генерал-лейтенант інженерно-технічної служби».
Після німецько-радянської війни, перебуваючи на посадах заступника Голови Ради Міністрів СРСР і міністра хімічної промисловості СРСР, проводив роботу по відновленню і розвитку галузей народного господарства Радянського Союзу. Після перетворення в квітні 1946 року Технічної та Інженерно-технічної рад при Спеціальному комітеті у Науково-технічну раду Першого головного управління при Раді Міністрів СРСР був призначений заступником голови Науково-технічної ради (з 1949 по 1953 роки Михайло Первухін був членом Науково-технічної ради). 1 грудня 1947 року в зв'язку з важкою хворобою Бориса Львовича Ванникова призначений на посаду першого заступника начальника Першого головного управління при Раді міністрів СРСР, яку займав до 1 грудня 1949 року. Також був головою Державної комісії при випробуваннях «РДС-1» на Семипалатинському полігоні.
Указом Президії Верховної Ради СРСР від 29 жовтня 1949 року «Про присвоєння звання Героя Соціалістичної Праці науковим, інженерно-технічним і керівним працівникам науково-дослідних, конструкторських організацій і промислових підприємств» (з грифом: «Не підлягає опублікуванню») «за виняткові заслуги перед державою при виконанні спеціального завдання» генерал-лейтенанту інженерно-технічної служби Михайлу Георгійовичу Первухіну присвоєно звання Героя Соціалістичної Праці з врученням ордена Леніна і золотої медалі «Серп і Молот».
З січня 1950 року — заступник голови Ради Міністрів СРСР, голова бюро з хімії та електростанцій при Раді Міністрів СРСР.

## Кар'єра після смерті Сталіна
Після смерті Сталіна у березні 1953 року був призначений міністром об'єднаного Міністерства електростанцій і електропромисловості СРСР.
З грудня 1953 року по лютий 1955 року — заступник голови Ради Міністрів СРСР і голова бюро з енергетики, хімічної і лісової промисловості при Раді Міністрів СРСР, а з лютого 1955 року по липень 1957 року і одночасно з грудня 1956 року по травень 1957 року — голова Державної економічної комісії Ради Міністрів СРСР з поточного планування народного господарства, з 30 квітня 1957 року — міністр середнього машинобудування СРСР.
З 1956 по 1957 роки входив до т. зв. «антипартійною групою». Після пленуму ЦК КПРС 22—29 червня 1957 року, на якому прийняли резолюцію «Про антипартійній групи Маленкова, Кагановича і Молотова», спочатку був переведений з членів у кандидати в члени Президії ЦК КПРС, а потім в липні 1957 року був призначений головою Державного комітету із зовнішніх економічних зв'язків СРСР.
У лютому 1958 року призначений послом у Німецьку Демократичну Республіку, а на XXII з'їзді КПРС у жовтні 1961 року не був обраний до складу ЦК КПРС.
З 1963 по 1965 роки працював начальником управління енергетики та електрифікації Ради народного господарства СРСР, а з 1965 року обіймав посаду начальника відділу територіального планування і розміщення виробництва та був членом колегії Держплану СРСР, також брав участь у комісіях з прийому нових атомних електростанцій (в числі яких Обнінська атомна електростанція) і тісно співпрацював з Міністерством середнього машинобудування СРСР, Інститутом атомної енергії імені Курчатова і його директором — Анатолієм Петровичем Александровим.
Жив у Москві, де й помер 22 липня 1978 року і був похований на Новодівочому кладовищі.

## Звання
- генерал-лейтенант інженерно-технічної служби (1944)

## Нагороди
- Герой Соціалістичної Праці (29.10.1949)
- п'ять орденів Леніна (21.04.1939, 3.04.1944, 29.10.1949, 13.10.1954, 11.10.1974)
- орден Жовтневої Революції (24.05.1971)
- орден Трудового Червоного Прапора (7.07.1935)
- медалі